# Foameix-Ornel
Foameix-Ornel è un comune francese di 202 abitanti situato nel dipartimento della Mosa nella regione del Grand Est.

## Società

### Evoluzione demografica
Abitanti censiti